# Liste du patrimoine mondial au Burundi
Cet article recense les sites inscrits au patrimoine mondial au Burundi.

## Statistiques
Le Burundi ratifie la Convention pour la protection du patrimoine mondial, culturel et naturel le 19 mai 1982.
En 2013, le Burundi ne compte aucun site inscrit au patrimoine mondial. Le pays a en revanche soumis 10 sites à la liste indicative, 2 culturels, 6 naturels et 2 mixtes.

## Listes
Les sites suivants sont inscrits sur la liste indicative.
| Site                                                                    | Province                                           | Type                | Date | Lien | Notes | Coordonnées                                             | Illus. |
| ----------------------------------------------------------------------- | -------------------------------------------------- | ------------------- | ---- | ---- | ----- | ------------------------------------------------------- | ------ |
| La résidence royale du Burundi : le cas de Gishora (en)                 | Gitega                                             | Culturel (i), (iv)  | 2007 | 5141 |       | 3° 21′ 47″ sud, 29° 55′ 19″ est                         |        |
| Le rugo traditionnel du Mugamba                                         | Bururi                                             | Culturel (iv)       | 2007 | 5142 |       | 3° 38′ 53″ sud, 29° 36′ 04″ est                         |        |
| Gasumo (de), la source la plus méridionale du Nil                       | Bururi                                             | Naturel (vii)       | 2007 | 5144 |       | 3° 54′ 47″ sud, 29° 50′ 22″ est                         |        |
| La réserve naturelle de la Rusizi                                       | Bubanza, Bujumbura rural                           | Naturel (vii), (ix) | 2007 | 5147 |       | 3° 15′ sud, 29° 18′ est                                 |        |
| Le lac Tanganyika                                                       | Bujumbura rural, Bujumbura Mairie, Bururi, Makamba | Naturel (vii), (x)  | 2007 | 5146 |       | 3° 52′ 30″ sud, 29° 31′ 30″ est                         |        |
| Le parc national de la Kibira                                           | Bubanza, Cibitoke, Kayanza, Muramvya               | Naturel (vii), (ix) | 2007 | 5148 |       | 3° 15′ 43″ sud, 29° 33′ 11″ est                         |        |
| Le parc national de la Ruvubu                                           | Cankuzo, Karuzi, Muyinga, Ruyigi                   | Naturel (vii), (ix) | 2007 | 5149 |       | 3° 08′ 02″ sud, 30° 19′ 30″ est                         |        |
| Rwihinda, lac aux oiseaux                                               | Kirundo                                            | Naturel (vii), (ix) | 2007 | 5145 |       | 2° 33′ 40″ sud, 30° 03′ 50″ est                         |        |
| Les chutes de la Karera et la faille de Nyakazu                         | Rutana                                             | Mixte (vi), (vii)   | 2007 | 5150 |       | 3° 50′ 08″ S, 30° 04′ 48″ E 3° 53′ 42″ S, 30° 07′ 37″ E |        |
| Les paysages naturels sacrés de Muramvya, de Mpotsa et de Nkiko-Mugamba | Kayanza, Muramvya, Mwaro                           | Mixte (vi), (vii)   | 2007 | 5143 |       | 3° 12′ 14″ sud, 29° 35′ 06″ est                         |        |